# Arbolit

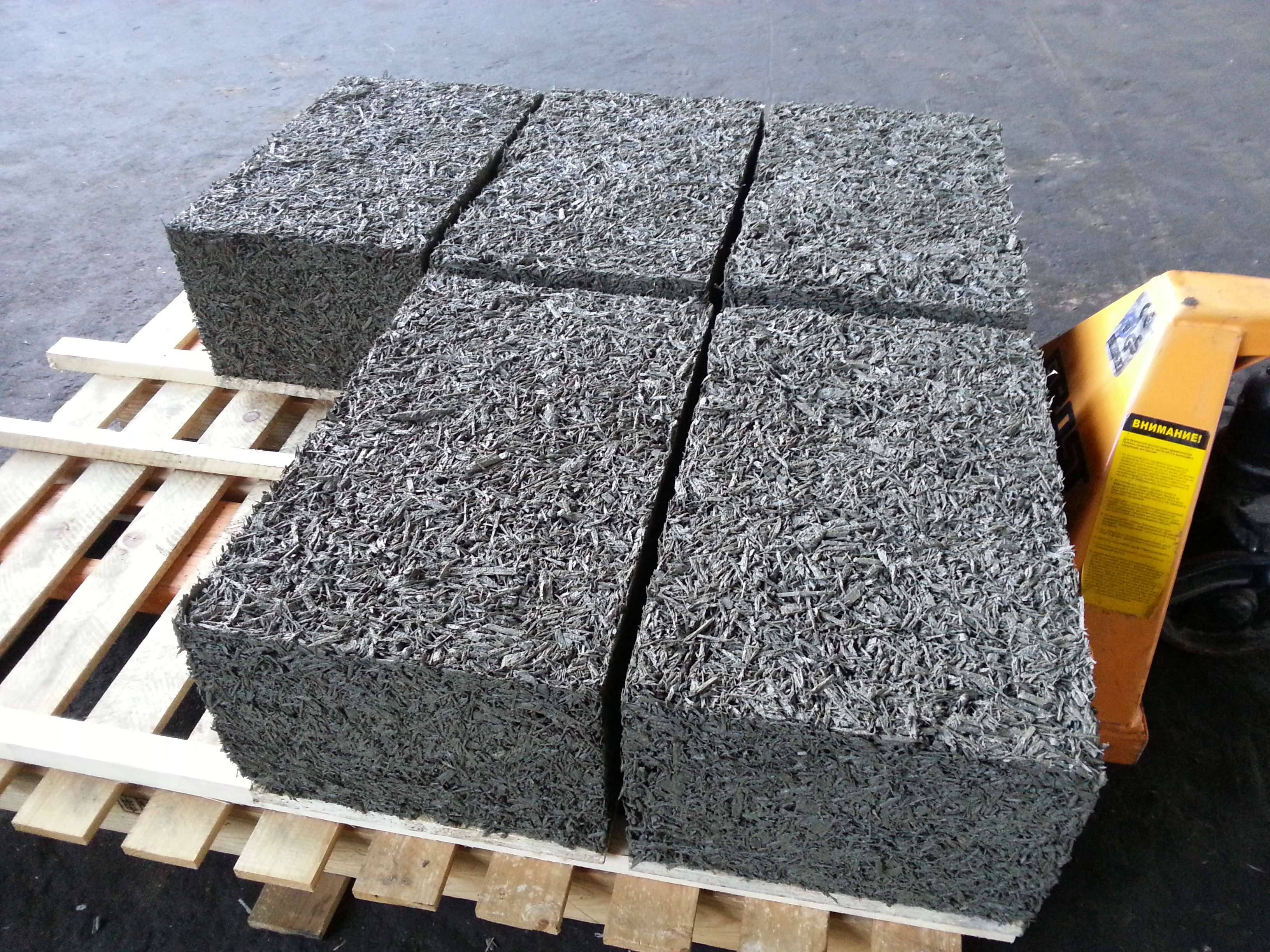
Bloki arbolitowe

Arbolit (ros. арболит) – rodzaj trocinobetonu. Mieszanka kruszywa organicznego (głównie trocin, ale także np. mączki drzewnej) z cementem i dodatkami chemicznymi. Materiał stosowany w Związku Radzieckim oraz współczesnej Rosji. W związku z wykorzystaniem do jego produkcji odpadów obróbki drewna, beton ten jest uznawany za przyjazny środowisku.

## Historia
Pierwsze wzmianki o mieszance trocin z cementem można znaleźć w latach 30. XX w. w Holandii. Wynaleziono wtedy materiał o nazwie Durisol. Nie zyskał on jednak popularności i nie był szeroko stosowany w budownictwie. Obecnie nie jest stosowany na rynku mieszkalniowym. Wykorzystuje się go jako panele akustyczne.
Materiał durisol w latach 60. XX w. został zaadaptowany przez radzieckich inżynierów jako materiał nazwany arbolitem. Główną osobą prowadzącą nadzór nad budową fabryk do produkcji arbolitu oraz prowadzącą szerokie badania naukowe opisujące ten materiał był Isaak Chiskowicz Nanazaszwili (ros. Исаак Хискович Наназашвили) – nazywany w Rosji „ojcem ewangelistą Arbolitu”. Poprzez wiele publikacji naukowych oraz wydania dwóch książek szeroko opisujących arbolit, znacznie przyczynił się do rozwoju tego materiału. W roku 1984 powstała norma (technika) (GOST 19222-84) opisująca wymagania techniczne dla arbolitu.
Pod koniec lat 80. nastąpił spadek zainteresowania produkcją arbolitu. Stworzenie nowych technologii do produkcji cegieł zmniejszało koszty jej produkcji, przez co arbolit stracił swoją opłacalność. Kolejnym czynnikiem był upadek Związku Radzieckiego co znacznie spowolniło gospodarkę tego regionu powodując znaczny spadek produkcji materiałów budowlanych w tym arbolitu.
Pod koniec lat 10. XXI w. nastąpił renesans materiału w Rosji oraz krajach postsowieckich (z wyłączeniem krajów bałtyckich). Wzrost popularności wynika z rosnącego zainteresowania materiałami o mniejszym śladzie węglowym. 1 stycznia 2020 w życie weszła nowa norma dotycząca arbolitu (GOST 19222-2019).

## Właściwości techniczne

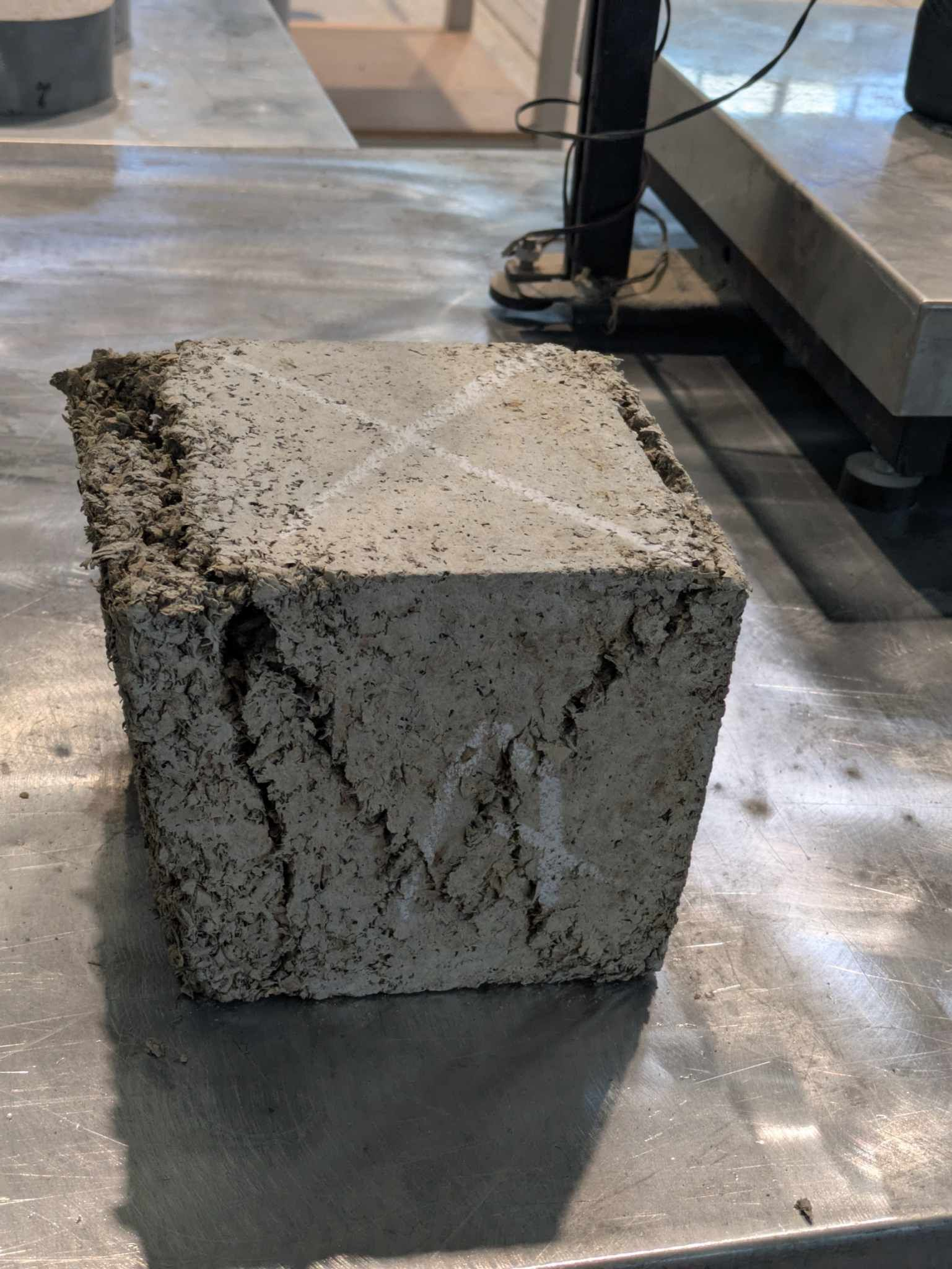
Kostka arbolitu, po badaniach wytrzymałościowych wykonanych na Politechnice Wrocławskiej

### Wytrzymałość na ściskanie
| Rodzaj arbolitu | Klasa wytrzymałości | Minimalna wytrzymałość na ściskanie fcmin [MPa] | Średnia gęstość [kg/m³] (wypełniacz: rozdrobnione drewno) |
| --------------- | ------------------- | ----------------------------------------------- | --------------------------------------------------------- |
| Termoizolacyjny | B0,35               | 0,35                                            | 400–500                                                   |
| Termoizolacyjny | B0,75               | 0,75                                            | 450–500                                                   |
| Termoizolacyjny | B1                  | 1,00                                            | 500                                                       |
| Konstrukcyjny   | B1,5                | 1,50                                            | 500–650                                                   |
| Konstrukcyjny   | B2                  | 2,00                                            | 500–700                                                   |
| Konstrukcyjny   | B2,5                | 2,50                                            | 600–750                                                   |

### Współczynnik przewodności cieplnej
| Gęstość [kg/m³]                      | 400  | 450  | 500   | 550   | 600  | 650  | 700  | 750  | 800  | 850  |
| ------------------------------------ | ---- | ---- | ----- | ----- | ---- | ---- | ---- | ---- | ---- | ---- |
| Współczynnik przewodności cieplnej λ | 0,08 | 0,09 | 0,095 | 0,105 | 0,12 | 0,13 | 0,14 | 0,15 | 0,16 | 0,17 |

- Okres dojrzewania wynosi 28 dni[6].
- Mrozoodporność wynosi ≥25 cykli, dla arbolitu termoizolacyjnego ≥15 cykli[1].

## Produkcja

### Trociny
Pierwszym krokiem przy produkcji jest selekcja trocin. Gatunek drewna jest dowolny. Z uwagi na anizotropowość drewna, najlepsze są trociny w kształcie igły, o współczynniku kształtu od 5 do 8 (stosunek najdłuższego wymiaru do najkrótszego). Wybiera się trociny nie większe niż 30 × 10 × 5 [mm] (długość x szerokość x grubość). Zawartość kory powinna być mniejsza niż 10%. Nie może być pleśni i oznak gnicia.
Kruszywo organiczne musi zostać zmineralizowane. Przyczyną są cukry zawarte w drewnie powodujące negatywne reakcje z cementem, prowadząc do dłuższego i gorszego wiązania trocin ze spoiwem. Najczęściej używa się chlorku wapnia, jednak poprawne jest także stosowanie wodnego szkła. Jest to kluczowy etap dla właściwego przebiegu wiązania cementu. Oprócz poprawy wiązania trocin z cementem, mineralizacja chroni trociny przed gniciem i poprawia trwałość materiału. Trociny są nasączane mineralizatorem i odstawiane na 6 godzin (absolutne minimum to 30 minut). Następnie odstawia się je do całkowitego wyschnięcia.
Procentowa zawartość, związków utrudniających wiązanie z cementem w wybranych gatunkach drzew
| Składnik                     | Świerk | Sosna | Buk  |
| ---------------------------- | ------ | ----- | ---- |
| Hemiceluloza (%)             | 11,3   | 15,0  | 21,3 |
| Cukry wodnorozpuszczalne (%) | 1,9    | 1,2   | 0,7  |

### Cement + woda
Norma zaleca użycia cementu klasy rosyjskiej minimum M400, co odpowiada polskiej klasie 42,5. Zimą zalecane jest użycie cementu klasy 52,5. Używa się wody zarobowej, takiej samej jak do zwykłych betonów. Stosunek w/c (stosunek ilości wody na jedną jednostkę ilości cementu) powinien wynosić 1. Masę układa się w formie i prasuje pod odpowiednim ciśnieniem.
| Klasa arbolitu | Materiał    | Ciśnienie prasowania [MPa] | Ciśnienie prasowania [MPa] | Ciśnienie prasowania [MPa] | Ciśnienie prasowania [MPa] | Ciśnienie prasowania [MPa] | Ciśnienie prasowania [MPa] |
| -------------- | ----------- | -------------------------- | -------------------------- | -------------------------- | -------------------------- | -------------------------- | -------------------------- |
|                |             | 0,2                        | 0,4                        | 0,6                        | 0,8                        | 1,0                        | 1,2                        |
| B1             | Cement M400 | 300                        | 260                        | 230                        | –                          | –                          | –                          |
| B1             | Trociny     | 160                        | 190                        | 220                        | –                          | –                          | –                          |
| B1             | Woda        | 270                        | 230                        | 190                        | –                          | –                          | –                          |
| B2             | Cement M400 | 420                        | 370                        | 320                        | 280                        | 250                        | –                          |
| B2             | Trociny     | 140                        | 180                        | 210                        | 240                        | 270                        | –                          |
| B2             | Woda        | 340                        | 310                        | 280                        | 240                        | 200                        | –                          |
| B2,5           | Cement M400 | 500                        | 450                        | 400                        | 360                        | 330                        | 300                        |
| B2,5           | Trociny     | 130                        | 170                        | 200                        | 230                        | 260                        | 280                        |
| B2,5           | Woda        | 370                        | 340                        | 320                        | 290                        | 270                        | 240                        |

### Pielęgnacja
Próbkę przechowywuje się w warunkach wysokiej wilgotności (70%), w temperaturze (22 ± 2 °C). Nie można polewać arbolitu wodą w trakcie dojrzewania. Może to prowadzić do napęcznienia materiału oraz utraty właściwości i wytrzymałości. Arbolit dojrzewa 28 dni (już po pierwszym dniu można go wyjąć z formy).

## Wyroby z arbolitu
- Bloczki arbolitowe[7] – wykorzystywany do murowania ścian. Dostępne są wersje z wykończeniem, co eliminuje potrzebę tynkowania powierzchni.
- Kompaktowe domy[8] – system prefabrykowanych elementów domu, do złożenia na placu budowy. Budowa ścian takiego budynku trwa 1–2 dni.
- Wieniec arbolitowy[9] – ogranicza mostki termiczne w wieńcach.